# Волошине (зупинний пункт)
Волошине — це один з зупинних пунктів Південно-Західної залізниці, який знаходиться у Житомирській області.
Станція не має транзитних пунктів і не приймає пасажирські та вантажні перевезення, та працює і досі. 
- Код ЄМР станції: 349518
- Експрес код станції: 2201296[2]

Також недалеко від пункту знаходяться ще два зупинних пункти: Жерев та Возлякове. А станція є у Тарифному посібнику №4.